# Chiesa di San Nicola de Cupa
La chiesa di San Nicola de Cupa, sorge a Matera presso il Sasso Caveoso.

## Descrizione
Non si è in grado di definire la data di fondazione della Chiesa. Dalle fonti scritte si evince che, in occasione della visita pastorale di mons. Saraceno (1543-1544), la struttura era in buone condizioni. 
Resta molto poco dell'aspetto originario a causa delle numerose trasformazioni nel tempo.